# Explosion im Ibar-Lepenac-Kanal

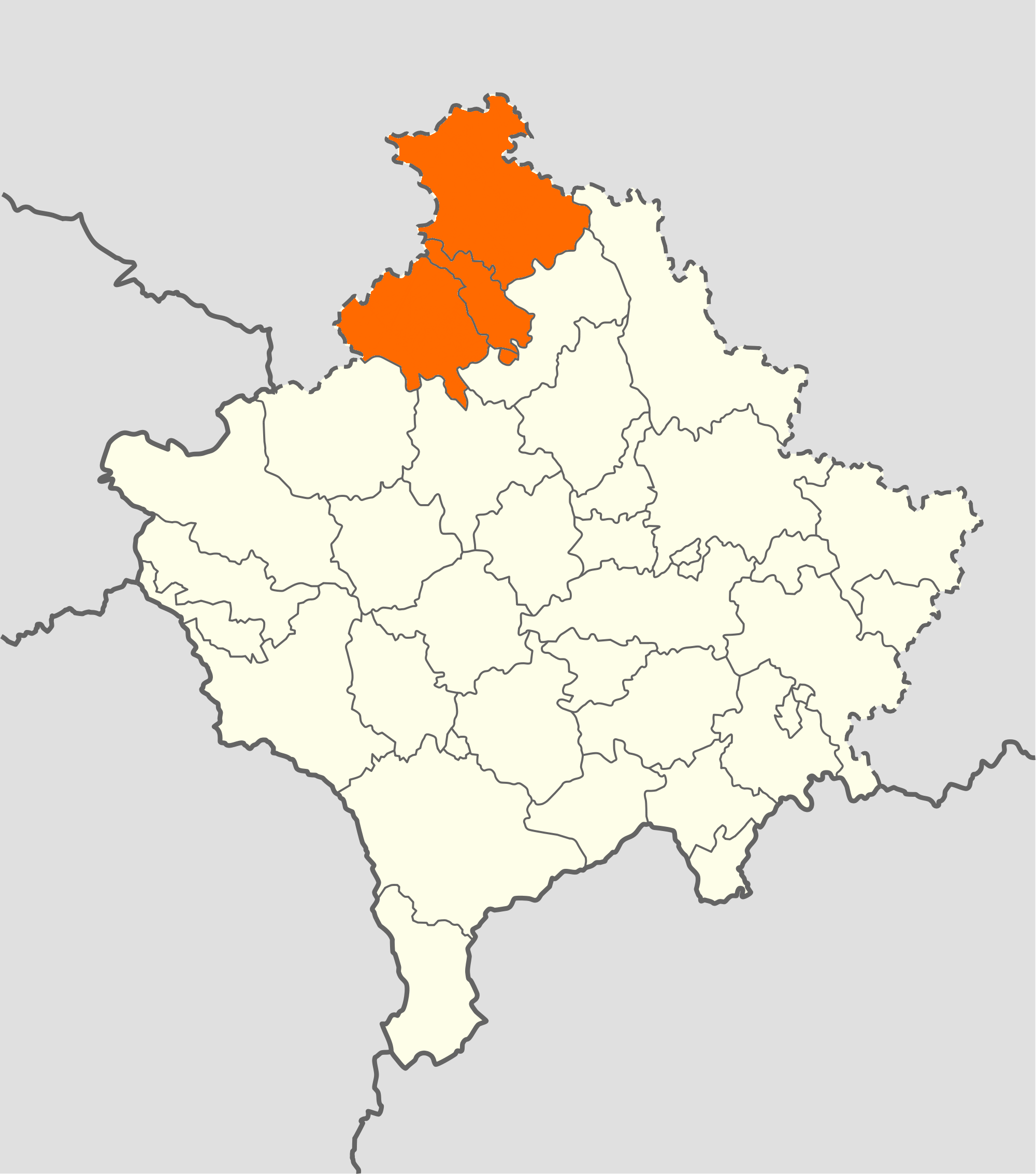
Nordkosovo innerhalb des Kosovos

Am 29. November 2024 ereignete sich eine Explosion im Ibar-Lepenac-Kanal in Zubin Potok, im Norden des Kosovo, die wesentliche Infrastruktureinrichtungen beschädigte, die mehrere Gemeinden mit Wasser versorgen und das Obiliq-Kraftwerk betreiben.
Die Regierung des Kosovo bezeichnete den Vorfall als Terroranschlag und machte Serbien dafür verantwortlich, wobei sie den Angriff als Teil einer Destabilisierungsstrategie darstellte.
In der Folge nahmen die kosovarischen Behörden acht Personen fest, die mit dem Anschlag in Verbindung stehen. Ermittlungen ergaben den Einsatz von Sprengstoff und Verbindungen zur lokalen serbischen Organisation Civilna Zastita.
Die internationale Gemeinschaft, einschließlich Albanien, der Europäischen Union, Frankreich und der Türkei, verurteilte den Angriff und forderte eine umfassende Untersuchung. Gleichzeitig drückten alle beteiligten Länder ihre Solidarität mit dem Kosovo aus und verlangten, dass die Verantwortlichen zur Rechenschaft gezogen werden.